# 17806 Adolfborn
17806 Adolfborn è un asteroide della fascia principale. Scoperto nel 1998, presenta un'orbita caratterizzata da un semiasse maggiore pari a 2,3106871 UA e da un'eccentricità di 0,1106447, inclinata di 3,34581° rispetto all'eclittica.